# 加納久徴
加納 久徴（かのう ひさあきら）は、上総一宮藩の第2代藩主。一宮藩加納家6代。通称は玖次郎。

## 経歴
文化10年（1813年）6月5日、伊勢八田藩（東阿倉川藩）の第4代藩主・加納久慎の世子である加納久儔（後の上総一宮藩の初代藩主）の長男として生まれる。
天保元年（1830年）11月1日、将軍徳川家斉に拝謁した。天保9年12月16日（1839年）、従五位下・大和守に叙任される。後に備中守、駿河守、遠江守、備中守に改める。天保13年（1842年）10月21日、父の隠居により家督を継いで一宮藩主となる。
嘉永2年（1849年）1月28日に大番頭に任じられ、安政2年（1855年）2月に講武所総裁を兼任する。安政4年（1857年）閏5月1日に奏者番に任じられ、文久元年（1861年）7月15日に若年寄に任じられるなど、幕末期の要職を歴任した。和宮が江戸幕府第14代将軍・徳川家茂のもとに降嫁する際には、江戸までの警護役を務めた。
文久2年（1862年）閏8月25日、若年寄を辞職する。
元治元年（1864年）3月22日に死去。享年51。
久徴には実子がおらず、養子として七日市藩前田家から迎えていた久成が文久3年（1863年）に早世していたため、久留里藩黒田家から久恒を迎えて一宮藩主が継承された。なお、久恒も若くして他界したため、養嗣子として加納久宜が三池藩主立花家から迎えられて第4代藩主となった。

## 治績
若くして山鹿流軍学を学ぶとともに、歴史・文学・芸術を愛する教養人でもあり、文武に優れた藩主であった。
天保15年（1844年）、領地の一宮にあった灌漑貯水池を拡張し、中国の洞庭湖の名をとって「洞庭湖」と名づけ、記念碑を建てた。この記念碑は1981年（昭和56年）に一宮町指定史跡に指定されている。
内憂外患の幕末動乱においては、領地の海岸に武士溜陣屋を設けて藩兵の訓練を行ない、天保15年（1844年）には高島秋帆の指導で大砲を鋳造させ、弘化2年（1845年）には他藩に先駆けて九十九里浜に砲台を建設。さらには家臣のみならず町民や農漁民を募り、オランダ式の部隊編成や練兵訓練を施して「加納の陣立て」と評判を呼んだ。
文久3年（1863年）11月、真忠組の乱が起こると、下総佐倉藩や多古藩、陸奥福島藩と協力して文久4年（1864年）1月に鎮圧するという功績を挙げた。

## 系譜
父母
- 加納久儔（父）
- 高木正剛の娘（母）

正室
- 菊 - 石川総佐の娘

養子女
- 加納久成 - 前田利和の次男
- 加納久恒 - 黒田直静の四男
- 加納久恒室 - 実妹